# Coupe des clubs champions de l'océan Indien 2013
Navigation
Édition précédente Édition suivante
La Coupe des clubs champions de l'océan Indien 2013 est la troisième édition de la compétition organisée par l'Union des fédérations de football de l'océan Indien. Elle oppose, du 17 mars 2013 au 2 juin 2013, six clubs provenant des Comores, de Madagascar, de Maurice, de Mayotte, de La Réunion et des Seychelles.
Elle est remportée par le club malgache de Tana FC Formation qui s'impose en finale, six buts à zéro sur les deux rencontres, face au club seychellois de Côte d'Or FC.

## Clubs sélectionnés
- Pamplemousses SC  - Champion de Maurice 2011-2012
- SS Saint-Louisienne (La Réunion)  - Champion de La Réunion 2012
- Fomboni FC  - Vice-champion des Comores 2012
- Tana FC Formation  - Vice-champion de Madagascar 2012
- FC Koropa (Mayotte)  - Champion de Mayotte 2012
- Côte d'Or FC - 3e du championnat des Seychelles 2012[1].

## Phase de poules

### Poule A
L'ensemble des rencontres se dispute au Stade international Saïd Mohamed Cheikh des Comores, sur l'île de Grande Comore à Mitsamiouli du 10 avril au 14 avril. Tana Formation Club ayant inscrit plus de buts que le Côte d'Or FC, premier de l'autre groupe, accueille la finale retour.
| Rang | Équipe            | Pts | J | G | N | P | Bp | Bc | Diff |  | Résultats (▼ dom., ► ext.) |  |     |     |
| ---- | ----------------- | --- | - | - | - | - | -- | -- | ---- |  | -------------------------- |  | --- | --- |
| 1    | Tana FC Formation | 6   | 2 | 2 | 0 | 0 | 4  | 1  | +3   |  | Tana FC Formation          |  | 1-0 | 3-1 |
| 2    | Fomboni FC        | 3   | 2 | 1 | 0 | 1 | 1  | 1  | 0    |  | Fomboni FC                 |  |     | 1-0 |
| 3    | FC Koropa         | 0   | 2 | 0 | 0 | 2 | 1  | 4  | -3   |  | FC Koropa                  |  |     |     |

### Poule B
L'ensemble des rencontres se dispute aux Seychelles du 17 au 21 mars.
| Rang | Équipe              | Pts | J | G | N | P | Bp | Bc | Diff |  | Résultats (▼ dom., ► ext.) |  | \|  |     |
| ---- | ------------------- | --- | - | - | - | - | -- | -- | ---- |  | -------------------------- |  | --- | --- |
| 1    | Côte d'Or FC        | 4   | 2 | 1 | 1 | 0 | 3  | 2  | +1   |  | Côte d'Or FC               |  | 1-1 | 2-1 |
| 2    | SS Saint-Louisienne | 2   | 2 | 0 | 2 | 0 | 3  | 3  | 0    |  | SS Saint-Louisienne        |  |     | 2-2 |
| 3    | Pamplemousses SC    | 1   | 2 | 0 | 1 | 1 | 3  | 4  | -1   |  | Pamplemousses SC           |  |     |     |

## Finale
Côte d'Or FC s'incline à domicile sur le score de deux buts à zéro puis Tana Formation Club confirme cette victoire sur son terrain en s'imposant quatre buts à zéro.
Match aller
| 25 mai 2013 | Côte d'Or FC | 0 - 2   | Tana FC Formation                     | Stade de l'Amitié (Praslin) |                           |
|             |              | (0 – 0) | Falihery Ferdinand Ramanmahe 60e, 89e | Arbitrage : David Hoareau   | Arbitrage : David Hoareau |

Match retour
| 2 juin 2013 | Tana FC Formation                               | 4 - 0   | Côte d'Or FC | Stade de Mahamasina (Tananarive) |  |
|             | Rija Rasoanaivo 42e · Bonar 45e, 52e · José 88e | (2 – 0) |              |                                  |  |